# Врба (Добрна)
Врба (словен. Vrba) — поселення в общині Добрна, Савинський регіон, Словенія. Висота над рівнем моря: 423,9 м. 